# Mieroszyno
Mieroszyno (kaschubisch Mierëszëno; deutsch Miruschin) ist ein Dorf und Sołectwo (Schulzenamt) der Landgemeinde Puck im Powiat Pucki der Woiwodschaft Pommern in Polen.

## Geographie
Der Ort liegt in Pommerellen und Kaschubien, 11 Kilometer nordwestlich der Stadt Puck (Putzig) und 34 Kilometer nordwestlich von Gdynia (Gdingen). Nachbarorte sind Tupadły (Tupadel) im Norden, Chłapowo (Chłapau) sowie die Stadt Władysławowo (Großendorf) im Osten, Strzelno (Strellin) im Süden und Radoszewo (Reddischau) im Südwesten.
Die Ostsee im Norden und die Zatoka Pucka (Putziger Wiek) im Osten sind drei bzw. sechs Kilometer entfernt.
Ortsteile sind Czarny Młyn, Kaczyniec, Łyśniewo und Mieroszyno-Parcele.

## Geschichte
Der Ort wurde 1286 als Mirruschin, 1592 als Merschin urkundlich genannt sowie 1772 als Mieroszyn. 
Die Region kam nach der Ersten Teilung Polens 1773 an das Königreich Preußen. Katholiken besuchten die Kirche in Strellin, Evangelische waren nach Putzig und bis 1780 nach Bohlschau eingepfarrt. Von 1887 bis 1919 gehörte der Ort zum Kreis Putzig in der Provinz Westpreußen des Deutschen Reichs. Er hatte den Status einer Landgemeinde im Amtsbezirk Löbsch. Der Gutsbezirk trug den Namen Brünhausen. Nach Ende des Ersten Weltkriegs wurde das Kreisgebiet mit Miruschin aufgrund der Bestimmungen des Versailler Vertrags, mit Wirkung vom 20. Januar 1920, an Polen abgetreten.
Als Teil des Polnischen Korridors gehörte das Gebiet zum Powiat Pucki und wurde am 1. Januar 1927 in den Powiat morski eingegliedert. Durch den Überfall auf Polen 1939 kam das Gebiet des Korridors völkerrechtswidrig an das Reichsgebiet und wurde dem Reichsgau Danzig-Westpreußen zugeordnet. Im Juni 1942 wurde auch Miruschin in Brünhausen umbenannt. 
Gegen Ende des Zweiten Weltkriegs besetzte im Frühjahr 1945 die Rote Armee das Kreisgebiet und übergab es an die Volksrepublik Polen. Die deutsche Minderheit wurde ausgewiesen. In den Jahren 1975–1998 gehörte das Dorf administrativ zur Woiwodschaft Danzig, der Powiat Pucki war in diesem Zeitraum aufgelöst.
Die Gemeinde gehört zu den zweisprachigen Gemeinden in Polen.

## Bevölkerungsentwicklung
Miruschin / Brünhausen
- 1783: 19 Feuerstellen
- 1871: 198 /  96 Einwohner
- 1905: 248 / 117 Einwohner
- 1910: 283 / 116 Einwohner

- 1998: 562 Einwohner
- 2011: 892 Einwohner[1]

## Verkehr
Die Woiwodschaftsstraße DW216 von Reda (Rheda) nach Hel (Hela) verläuft sechs Kilometer östlich, die DW215 drei Kilometer nördlich. Die nächste Bahnstation ist Władysławowo (Großendorf) an der Bahnstrecke Reda–Hel. Der nächste Flughafen ist Danzig.